# Dinoprora endesma
Dinoprora endesma är en fjärilsart som beskrevs av Oswald Beltram Lower 1902. Dinoprora endesma ingår i släktet Dinoprora och familjen nattflyn. Inga underarter finns listade i Catalogue of Life.